# Marthe Valle
Marthe Valle, née le 29 novembre 1982 à Harstad, est une auteure-compositrice-interprète norvégienne.

## Biographie
Elle remporte le Spellemannprisen 2005, puis sort son premier single C'est un sac de bonbons, le 24 octobre 2005, en outre, elle a également été nommée pour le meilleur artiste féminin de la même année.
En 2010 elle apparait à la finale X Factor 2010 norvégien, mais a été voté à domicile en ronde finale sixième avec une septième place.
Marthe épouse le joueur de basket Elsafadi Marco et ont eu une fille.
Elle participe à la 3e demi-finale du Melodi Grand Prix 2012.

## Discographie
- Four Steps Closer (EP 2004)
- It's a Bag of Candy (2005)
- Forever Candid (2008)